# Violence Unimagined
Violence Unimagined (с англ. — «Невообразимое насилие») — пятнадцатый студийный альбом американской дэт-метал-группы Cannibal Corpse, вышедший 16 апреля 2021 года на лейбле Metal Blade Records. Это первый за 24 года альбом коллектива, записанный без гитариста Пэта О’Брайена, который был арестован в декабре 2018 года за кражу со взломом и нападение на офицера полиции. Его место занял Эрик Рутан, до этого сотрудничавший с группой в качестве продюсера.

## Предыстория
Спустя год после выхода предыдущего альбома Cannibal Corpse, Red Before Black, гитарист группы Пэт О’Брайен был арестован за кражу со взломом и нападение на офицера полиции. Группа выразила поддержку музыканту и его семье, однако заявила, что не будет отменять запланированные концертные выступления. На концертах О’Брайен был заменён гитаристом Hate Eternal Эриком Рутаном, который до этого сотрудничал с группой в качестве продюсера нескольких альбомов, включая Red Before Black. С Рутаном Cannibal Corpse отыграли концерты на «Decibel Magazine Tour» в качестве хэдлайнеров и в прощальном туре Slayer в 2019 году.

## Создание
Завершив свой последний концертный тур в ноябре 2019 года, в декабре группа начала написание музыки и текстов для нового альбома. В апреле музыканты вошли в студию Эрика Рутана Mana Recording и начали запись. Из-за пандемии COVID-19 басист Алекс Уэбстер не смог присутствовать в студии и ему пришлось записывать свои партии дома и пересылать материал Рутану в его студию. 31 мая вокалист Джордж Фишер опубликовал в своём инстаграм-аккаунте фото записи вокала, сообщив этим, что запись альбома идёт полным ходом. Продюсером записи снова выступил Эрик Рутан, для которого Violence Unimagined является пятой совместной работой с Cannibal Corpse.
Название для альбома было придумано барабанщиком Полом Мазуркевичем, «суммируя то, чем занимается группа во всех аспектах, и выводя насилие на новый уровень крайности». Было сообщено, что Эрик Рутан полноценно участвовал в создании записи и написал три песни, включая тексты и музыку.

### Выпуск альбома
Изначально музыканты планировали выпустить альбом в ноябре 2020 года, но из-за пандемии его пришлось перенести на 2021. 1 февраля 2021 года группа анонсировала название альбома, дату выхода, список композиций и представила обложку грядущего релиза. Первый сингл с альбома, «Inhumane Harvest», написанный гитаристом Робом Барретом, был впервые представлен в тот же день на радио «Liquid Metal Sirius XM», а 2 февраля стал доступен для стриминговых сервисов. Одновременно с этим Cannibal Corpse официально объявили о присоединении Эрика Рутана в состав коллектива.
24 февраля группа выпустила видеоклип на вышедшую «Inhumane Harvest», срежиссированный Дэвидом Бродски, в котором изображается, как у героя заживо вынимают внутренние органы. Гитарист Роб Баррет упоминал, что песня посвящена подпольной торговле человеческими органами. 24 марта был выпущен второй сингл с альбома — «Murderous Rampage».

## Художественное оформление

Первоначальный вариант обложки альбома.

Обложка была создана художником Винсом Локком, который работал над всеми релизами Cannibal Corpse, начиная с дебютного Eaten Back to Life. Мазуркевич сообщил название нового альбома Локку и сказал, что группе нужна «больная, извращённая обложка». У художника было несколько идей, включающие различных монстров, но в итоге он остановился на идее о женщине-демоне, поедающей собственного ребёнка. Группа осталась крайне довольна получившимся результатом и отправила первоначальный вариант руководству Metal Blade. Однако спустя месяц лейбл сообщил музыкантам, что из-за этой обложки у альбома могут возникнуть проблемы с распространением в ряде стран и необходимо создать вторую, зацензуренную версию. Группа снова связалась с Локком, и они вместе придумали итоговую обложку с изображением головы этой женщины крупным планом. В итоге на создание двух версий у художника ушло несколько месяцев.
Делюкс-версия альбома также содержит в себе артбук, в котором для каждой песни Локк создал отдельные изображения, иллюстрирующие их тексты.

## Отзывы критиков
| Оценки критиков      | Оценки критиков |
| Источник             | Оценка          |
| -------------------- | --------------- |
| Metal Hammer         | [ 13 ]          |
| Brave Words          | [ 14 ]          |
| Kerrang!             | [ 15 ]          |
| Rock Hard            | [ 16 ]          |
| Decibel              | благоприятная   |
| Blabbermouth         | [ 18 ]          |
| Metal Injection      | [ 19 ]          |
| Sputnikmusic         | [ 20 ]          |
| Consequence of Sound | B+              |
| Metal.de             | [ 22 ]          |
| Powermetal.de        | [ 23 ]          |
| New Noise            | благоприятная   |

Violence Unimagined получил крайне положительные отзывы музыкальных критиков. Алек Чиллингворт из Metal Hammer оценил альбом на 4 звезды из 5, отметив, что на альбоме отсутствуют проходные песни и, скорее всего, этот альбом станет эталоном жанра в 2021 году. Помимо этого, он положительно отозвался об участии в создании альбома Эрика Рутана, назвав гитарное соло из «Follow The Blood» одним из самых мелодичных моментов за всю историю группы. Грег Пратт из Brave Words также согласен с тем, что Рутан идеально вписался в состав группы, «сочетаясь с ними настолько гармонично, будто он играл с ними годами», а Джозеф Шафер с сайта Consequence of Sound уверил, что если и было некоторое беспокойство из-за замены Пэта О’Брайена, то Рутан отлично показал себя как полноправный участник группы. Ник Раскелл в своей рецензии для журнала Kerrang! писал, что Cannibal Corpse всё так же держат планку качества, и жестокость текстов и обложки ничем не уступает их предыдущим релизам, а Кевин Стюарт-Планко из Metal Injection вторит ему, заявляя, что спустя 33 года своей карьеры группа всё ещё продолжает исполнять дэт-метал на самом высоком уровне, до которого молодым группам будет тяжело дотянуться.

## Список композиций
| №                   | Название                  | Текст песни         | Музыка              | Длительность |
| ------------------- | ------------------------- | ------------------- | ------------------- | ------------ |
| 1.                  | «Murderous Rampage»       | Пол Мазуркевич      | Роб Барретт         | 4:08         |
| 2.                  | «Necrogenic Resurrection» | Алекс Уэбстер       | Уэбстер             | 3:07         |
| 3.                  | «Inhumane Harvest»        | Баррет              | Баррет              | 4:33         |
| 4.                  | «Condemnation Contagion»  | Эрик Рутан          | Рутан               | 4:18         |
| 5.                  | «Surround, Kill, Devour»  | Уэбстер             | Уэбстер             | 4:11         |
| 6.                  | «Ritual Annihilation»     | Рутан               | Рутан               | 3:49         |
| 7.                  | «Follow The Blood»        | Барретт             | Барретт             | 4:40         |
| 8.                  | «Bound And Burned»        | Барретт             | Барретт             | 4:05         |
| 9.                  | «Slowly Sawn»             | Уэбстер             | Уэбстер             | 3:31         |
| 10.                 | «Overtorture»             | Рутан               | Рутан               | 2:29         |
| 11.                 | «Cerements Of The Flayed» | Мазуркевич          | Уэбстер             | 4:08         |
| Общая длительность: | Общая длительность:       | Общая длительность: | Общая длительность: | 42:59        |

## Персоналии
- Джордж Фишер — вокал
- Роб Барретт — гитара
- Эрик Рутан — гитара, бэк-вокал в треке «Murderous Rampage», продюсирование, сведение
- Алекс Уэбстер — бас-гитара
- Пол Мазуркевич — ударные
- Винс Локк — обложка